# Norma Croker
Norma Wilson Croker-Fleming (Brisbane, 11 september 1934 - Brisbane, 21 augustus 2019) was een atlete uit Australië.
Op de Olympische Zomerspelen van Melbourne in 1956 liep ze de 200 meter, waarin ze vierde werd. Ook liep ze met het Australisch estafette-team de 4x100 meter, waarmee ze in een nieuw wereldrecord de gouden medaille behaalden.
Vier jaar later, op de Olympische Zomerspelen van Rome in 1960 liep ze weer de 200 meter, en werd ze vijftiende bij het onderdeel verspringen. Ook liep ze de 4x100 meter estafette, maar het Australisch team werd gediskwalificeerd in de eerste heat.
Tussen deze twee Olympische Spelen trouwde Croker en kreeg de eerste van haar vier kinderen. In Rome nam ze deel onder de naam Norma Croker-Fleming.
- Australian Women's Register: AWE2442b

1928: Rosenfeld, Smith, Bell, Cook ·
1932: Carew, Furtsch, Rogers, Von Bremen ·
1936: Bland, Rogers, Robinson, Stephens ·
1948: Stad-de Jong, Witziers-Timmer, van der Kade-Koudijs, Blankers-Koen ·
1952: Faggs, Jones, Moreau, Hardy ·
1956: Strickland, Croker, Mellor, Cuthbert ·
1960: Hudson, Williams, Jones, Rudolph ·
1964: Ciepły, Kirszenstein, Górecka, Kłobukowska ·
1968: Ferrell, Bailes, Netter, Tyus ·
1972: Krause, Mickler-Becker, Richter, Rosendahl ·
1976: Oelsner, Stecher, Bodendorf, Eckert ·
1980: Müller, Wöckel, Auerswald, Göhr ·
1984: Brown, Bolden, Cheeseborough, Ashford ·
1988: Brown, Echols, Griffith-Joyner, Ashford ·
1992: Ashford, Jones, Guidry, Torrence ·
1996: Devers, Miller, Gaines, Torrence ·
2000: Fynes, Sturrup, Davis, Ferguson ·
2004: Lawrence, Simpson, Bailey, Campbell ·
2008: Borlée, Mariën, Ouédraogo, Gevaert ·
2012: Madison, Felix, Knight, Jeter ·
2016: Madison, Felix, Gardner, Bowie ·
2020: Williams, Thompson-Herah, Fraser-Pryce, Jackson ·
2024: Jefferson, Terry, Thomas, Richardson